# Рејли-Џинсов закон
Рејли-Џинсов закон је закон класичне физике којим се описује расподела енергије електромагнетног зрачења апсолутно црног тела у лимесу дугих таласних дужина. Ово је класични лимес Планковог закона зрачења за велике таласне дужине.
Рејли-Џинсов закон се може формулисати као зависност од таласне дужине λ или као зависност од фреквенције ν:
{\displaystyle B_{\lambda }(T)={\frac {2ckT}{\lambda ^{4}}}}
{\displaystyle B_{\nu }(T)={\frac {2\nu ^{2}kT}{c^{2}}}.}
где је Т температура, c брзина светлости у вакууму и k Болцманова константа.

## Историјат
Овај закон је првобитно формулисао британски физичар лорд Рејли покушавајући да објасни понашање електромагнетног зрачења класичном физиком (на целом спектру). Неколико година касније, он и Џинс су заједно објавили потпуније извођење. Међутим, њихов закон није могао да објасни понашање зрачења малих таласних дужина, јер по овом закону енергија тежи бесконачности када таласна дужина тежи нули (тзв. ултраљубичаста катастрофа), што се није поклапало са експерименталним вредностима.

## Извођење
Овде ће бити приказано извођење Рејли-Џинсовог закона из Планковог закона. Планков закон зрачења у функцији таласне дужине је:
{\displaystyle B_{\lambda }(T)={\frac {2hc^{2}}{\lambda ^{5}}}~{\frac {1}{e^{\frac {hc}{\lambda kT}}-1}},}
где је h Планкова константа.
Како се експоненцијална функција може развити у Тејлоров ред:
{\displaystyle e^{x}=1+x+{x^{2} \over 2!}+{x^{3} \over 3!}+\cdots .}
за лимес високих температура или великих таласних дужина (уз задржавање само првих чланова) важи:
{\displaystyle e^{\frac {hc}{\lambda kT}}\approx 1+{\frac {hc}{\lambda kT}}.}
Па је
{\displaystyle {\frac {1}{e^{\frac {hc}{\lambda kT}}-1}}\approx {\frac {1}{\frac {hc}{\lambda kT}}}={\frac {\lambda kT}{hc}}.}
На основу чега се добија израз:
{\displaystyle B_{\lambda }(T)={\frac {2ckT}{\lambda ^{4}}},}
Дакле, Рејли-Џинсов закон заиста јесте дуготаласни лимес Планковог закона зрачења.
Аналогно се може показати и за зависност од фреквенције:
{\displaystyle B_{\nu }(T)={\frac {2h\nu ^{3}/c^{2}}{e^{\frac {h\nu }{kT}}-1}}\approx {\frac {2h\nu ^{3}}{c^{2}}}\cdot {\frac {kT}{h\nu }}={\frac {2\nu ^{2}kT}{c^{2}}}.}